# Mariah Lopez
Mariah Lopez (Nova Iorque, 1985) é uma ativista norte-americana radicada na cidade de Nova Iorque. Ela foi autora em diversos processos judiciais relacionados a direitos civis e humanos e tem feito lobby por legislação e maiores proteções políticas para pessoas LGBTQIA+. Lopez é diretora-executiva da Strategic Trans Alliance for Radical Reform - STARR (em português: Aliança Trans Estratégica para a Reforma Radical), um grupo de defesa dos direitos transgêneros.

## Primeiros anos e educação
Lopez nasceu e foi criada nas Amsterdam Houses, no Upper West Side da cidade de Nova Iorque. Aos nove anos, ela foi colocada em um orfanato depois que sua mãe e avó morreram. Ela residiu em uma variedade de lares coletivos, incluindo lares coletivos para jovens gays e transgêneros. Em 2001, Lopez conheceu Sylvia Rivera depois que ela foi encaminhada por uma assistente social para a Transy House para moradia. Lopez deixou o ensino secundário antes da formatura e mais tarde concluiu um GED e depois frequentou a faculdade.
Aos treze anos, ela se tornou a autora principal em uma ação coletiva de 1999 que alegava violência rotineira e abuso psicológico perpetrados contra crianças gays e lésbicas em lares adotivos em Nova Iorque. Depois de ser colocada em um lar coletivo exclusivamente masculino aos dezesseis anos, ela processou de acordo com a Lei de Direitos Humanos de Nova Iorque e aos dezessete anos ganhou o direito de usar saias e vestidos. Aos 20 anos, ela perdeu uma ação que moveu para que o custo de sua cirurgia de afirmação de gênero fosse coberto pela cidade de Nova Iorque, após vencer no tribunal de primeira instância e perder na apelação. Dois anos depois, a cidade de Nova Iorque mudou sua política para começar a cobrir a cirurgia. Antes que seu caso de cirurgia fosse concluído, ela processou o Departamento de Polícia da cidade de Nova Iorque, alegando prisões falsas por vadiagem e agressões durante "verificações de gênero"; o caso foi resolvido com um pagamento de 35 mil dólares a Lopez, e ela então foi para a Flórida para sua cirurgia.

## Ativismo transgênero
Em 2006, aos 21 anos, Lopez testemunhou em uma audiência pública do Conselho de Saúde da Cidade de Nova Iorque em apoio a uma proposta para permitir que o gênero fosse alterado nas certidões de nascimento sem cirurgia de afirmação de gênero. Em 2012, ela fez lobby por um reexame da morte de Marsha P. Johnson, uma ativista negra pelos direitos dos transgêneros, em 1992. O caso foi inicialmente considerado suicídio, depois, em 2002, alterado para "indeterminado" e, em 2012, o Departamento de Polícia de Nova Iorque reabriu o caso como um possível homicídio. Em 2013, Lopez protestou contra a alteração de gênero de Islan Nettles durante uma vigília em homenagem a Nettles após sua morte após um ataque violento.
Em 2014, Lopez iniciou a Strategic Transgender Alliance for Radical Reform (STARR) como uma versão renomeada do grupo de direitos transgênero Street Transvestite Action Revolutionaries (STAR), que foi fundado por Marsha P. Johnson e Sylvia Rivera. Em 2014, ela expressou seu apoio como ativista da STARR depois que a Administração de Serviços para Crianças da Cidade de Nova Iorque (ACS, Administration for Children's Service) pagou por uma cirurgia de redesignação de gênero para uma criança de 21 anos que estava em um orfanato, de acordo com a política da ACS para cobrir os custos que começaram em 2010.
Lopez também defendeu unidades habitacionais especializadas para presos gays e transgêneros em prisões e cadeias, inclusive após o fechamento das unidades em Rikers Island em dezembro de 2005. Em 2014, ela anunciou a abertura de uma unidade habitacional especializada em Rikers após defender sua criação.
Entre 2017 e 2018, Lopez entrou com vários processos judiciais relacionados à sua experiência com a Marsha's House, que era o único abrigo para adultos LGBTQ na cidade de Nova Iorque na época. Em 2019, alguns dos casos resultaram em dois acordos confidenciais para Lopez, e em 2022, a cidade de Nova York concordou em aumentar e melhorar o acesso a abrigos para pessoas trans, exigir que a equipe assinasse acordos de não discriminação e conduzir treinamento para a equipe, depois que um caso foi certificado como uma ação coletiva e o Center for Constitutional Rights se juntou em 2019 para representar os demandantes. Como parte do acordo, a cidade é obrigada a relatar regularmente a Lopez sobre sua conformidade com os termos do acordo.
Em 2021, Lopez defendeu o plantio de flores reais em um parque que recebeu o nome de Marsha P. Johnson em 2020, depois que o departamento de parques estaduais propôs uma instalação de plástico, e ela propôs um jardim memorial adicional para Johnson, Rivera e outras pessoas transgênero na Península de Gansevoort. Ela entrou com uma ação judicial se opondo a um projeto de desenvolvimento de praia no Christopher Street Pier, buscando uma avaliação do significado histórico da área.
Até julho de 2022, ela havia entrado com 14 ações judiciais contra agências governamentais.

## Vida pessoal
Lopez é uma mulher trans negra e latina.